# یحیی حصکفی
یحیی بن سلامه حصکفی (۱۰۶۶ - ۱۱۵۶م) فقیه، مفتی، خطیب، ادیب و شاعر عربی عراقی بود.

## زندگی
در سال ۱۰۶۶م/ ۴۵۹ق در روستای کوچک به نام طنزه، در جزیره ابن عمر عراق زاده شد. در حصن کیفا بزرگ شد. به بغداد رفت و آنجا نزد خطیب تبریزی ادبیات آموخت. سپس از بغداد به میافارقین کوچید و همانجا میهن گزید. خطیب و مفتی میافارقین برگزیده پشن. درگذشت او در سال ۱۱۵۶م/ ۵۵۱ق روی داد.